# Majdnem
A majdnem minden, majdnem mindig és majdnem mindenhol a matematikában a mértékelmélethez kapcsolódó fogalmak. Ha egy állítás majdnem mindenhol (majdnem mindig, majdnem minden elemre) teljesül, akkor a lehetséges eseteknek/elemeknek csak egy nullmértékű részhalmazán nem.
Néhány példa:
- Ha egy sorozat majdnem minden eleme pozitív, akkor csak véges sok nempozitív eleme van.
- Majdnem minden valós szám irracionális: csak megszámlálhatóan sok racionális szám van. (Más kontextusban érthetnek alatta nulla Lebesgue-mértékű nem megszámlálható halmazt is, például a [0,1] halmaz egy véletlen eleme majdnem mindig benne van a Cantor-halmaz komplementerében).
- A számelméletben, ha egy pozitív egészeken értelmezett P(n) tulajdonságra p(N) azoknak az N-nél nem nagyobb k egészeknek a száma, amelyekre P(k) fennáll, akkor P majdnem mindig igaz, ha p(N)/N → 1, amikor N → ∞. (Például majdnem minden szám összetett, mert a prímek száma ln N/N-hez tart.)
- Egy zárt intervallumon értelmezett monoton függvény majdnem mindenhol differenciálható, azaz a nem differenciálható pontjainak Lebesgue-mértéke nulla.
- Ha végtelen sokszor feldobunk egy érmét, majdnem mindig lesz a dobások között fej, azaz a csupa írás sorozatnak 0 a valószínűsége, annak ellenére, hogy az esemény nem lehetetlen.
- Az {\displaystyle X_{n}} valószínűségi változó-sorozat majdnem mindenhol konvergál (vagy 1 valószínűséggel konvergál) X-hez, ha

{\displaystyle \Pr \left({\big \{}\omega \in \Omega \,|\,\lim _{n\to \infty }X_{n}(\omega )=X(\omega ){\big \}}\right)=1.}